# نیورومنسر
نیورومنسر(انگلیسی:Neuromancer) رمانی از ویلیام گیبسون است که در سال ۱۹۸۴ به چاپ رسید و اثری بنیادین در ژانر سایبرپانک و نخستین برنده «تاج سه‌گانه علمی تخیلی یعنی جوایز نیوبلا، فیلیپ کی. دیک و جایزه هیوگو است.
نیورومنسر اولین رمان گیبسون و سرآغاز سه‌گانه Sprawl بود. رمان داستان هکر شکست خورده‌ای را روایت می‌نماید که به وسیلهٔ شخصی مرموز به استخدام در می‌آید تا هکی بسیار سرنوشت ساز را انجام دهد.

## داستان
هنری دورسِت کِیس کلاه‌برداری غیرماهر است در پادآرمانشهر چیباسیتی در ژاپن زندگی می‌کند. او که روزگاری هکری بااستعداد بوده اما دستگاه عصبی مرکزی او به دلیل دزدی از رئیسش توسط سمی قارچی آسیب می‌بیند و به همین دلیل دیگر توانایی دسترسی به فضای سایبر و اینترنت که به آن ماتریکس می‌گوید را ندارد. او که دیگر توان کار را ندارد، معتاد است به فکر خودکشی می‌افتد اما توسط مالی میلیونز مزدوری که برای افسر سابق و مرموز ارتش به نام آرمیتاژ کار می‌کند، نجات میابد. آرمیتاژ به کیس پیشنهاد درمان را در ازای خدمت به عنوان هکر می‌دهد. کِیس این را می‌پذیرد اما نه او و نه مالی نمی‌دانند که نقشهٔ اصلی آرمیتاژ چیست. دستگاه عصبی کِیس توسط فناوری که آرمیتاژ به کلینیک ارائه می‌دهد درمان می‌شود، اما کِیس خیلی زود درمیابد کیسه‌هایی از سمی در ابتدا او را معلول کرده بود توسط آرمیتاژ در عروق اصلی او قرار داده شده‌است. آرمیتاژ قول می‌دهد که چنانچه کِیس کار خود را به موقع انجام دهد، کیسه‌ها برداشته می‌شوند در غیر این صورت آن‌ها حل شده و به جریان خون او وارد می‌شوند و دوباره او را معلول می‌کنند. او همچنین پانکراس کِیس را عوض می‌کند و نسج تازه‌ای به کبد او می‌افزاید و توانایی متابولیزم کردن کوکائین و آمفتامینها را از او می‌گیرد و اعتیاد او را از بین می‌برد.
کِیس رابطه‌ای شخصی با مالی برقرار می‌کند و او پیشنهاد می‌کند که دربارهٔ پیشینهٔ آرمیتاژ تحقیق کند. در این میان، آرمیتاژ آن‌ها را به نخستین مأموریتشان فرا می‌خواند: آن‌ها باید ROM حاوی هویت ضبط شدهٔ یکی از مربیان کِیس که شهرتی افسانه‌ای دارد به نام دیکسی را بدزدند. آرمیتاژ نیاز به مهارت هکری دیکسی دارد و ROM در گاوصندوق شرکت رسانه‌ای Sense/Net ذخیره شده‌است. یک گروه خلافکار خیابانی برای شبیه‌سازی یک حمله تروریستی به Sense/Net استخدام می‌شود. این حواسپرتی به مالی اجازه می‌دهد تا به ساختمان نفوذ کرده، ROM دیکسی را بدزدد.
کِیس و مالی به تحقیق دربارهٔ آرمیتاژ ادامه می‌دهند و این را در میابند که هویت پیشین او کلنل ویلیس کورتو بوده‌است. کورتو عضو عملیاتی سری برای نفوذ و خرابکاری در کامپیوترهای روسی بوده‌است. ارتش روسیه از این ایده باخبر شدند و راهکارهایی دفاعی نصب کردند تا حمله را ناممکن کنند اماارتش آمریکا با وجود خبر داشتن از این موضوع حمله را ادامه می‌دهند و هدف تازه‌ای برای آزمایش نیروی دفاعی روس‌ها می‌اندیشند. هنگامیکه تیم عملیاتی به یک مرکز کامپیوتری روسی یورش می‌برد، پالسهای EMP باعث تخریب کامپیوترها و سیستم هوایی آن‌ها می‌شود و کورتو و افرادش توسط سیستم دفاعی لیزری روس‌ها مورد حمله قرار می‌گیرند. او و شمار اندکی از بازماندگان یک بالگرد روسی را می‌دزدند و وارد حریم هوایی فنلاند می‌شوند و توسط نیروی ضدهوایی فنلاند مورد حمله قرار می‌گیرند تا فرود می‌آیند. پس از ماه‌ها بیمارستانی شدن، ارتش و دولت با کورتو ملاقات می‌کنند و او از نو ساخته می‌شود تا شهادتی دروغین برای محافظت از دولتیانی که موضوع EMP را مخفی کرده بودند، بدهد. بعد از دادگاه، کورتو عقل خود را از دست می‌دهد و فرد دولتی که با او تماس داشت را می‌کشد و به دنیای خلافکاران زیرزمینی پناه می‌برد.
گروه در استانبول، پیتر ریویرا که فردی هنرمند، دزد و معتاد است و توانایی این را دارد که توهمات هولوگرافیکی را با ایمپلنت‌هایی فوق پیشرفته ایجاد کند را استخدام می‌نماید. با این وجود که ریویرا فردی جامعه ستیز است، آرمیتاژ او را مجبور به پیوستن به گروه می‌کند. دنبال کردن پیشینه آرمیتاژ، کِیس و مالی را به «وینترمیوت Wintermute» که هوش مصنوعی بسیار نیرومند ساخت شرکت/خانواده Tssier-Ashpool ساخته شده‌است می‌رساند. اعضای خانوده تسیر-اشپول بیشتر وقت خود را در حفاظت سرمایی در ساختمانی هزارتو شکل به نام «ویلای اِستِریلایت Villa Straylight» که در ساختاری دوکی شکل در فضا به نام فریساید که شهری هم ارز لاس وگاس برای اشخاص بسیار ثروتمند است می گذارنند.
سرانجام ماهیت وینترمیوت افشا می‌شود: او نیمی از یک فرا-هوش مصنوعی ساخته شده به وسیلهٔ خانواده است با این وجود دلیل حقیقی ساخته شدن او نامعلوم است. سیستم قانونی تورینگ که بر هوشهای مصنوعی نظارت دارد، ساختن چنین موجودی را ممنوع می‌کند، برای دور زدن این ممنوعیت، این فرا-هوش مصنوعی تو تکه شده‌است. وینترمیوت که در برن اقامت دارد برنامه‌ریزی شده‌است تا با نیمهٔ دوم خود (که در برزیل است) همجوشی پیدا کند. به دلیل اینکه وینترمیوت به تنهایی توان انجام این عمل را ندارد، او آرمیتاژ و تیمش را استخدام می‌کند تا به این هدف برسند. کِیس مأموریت میابد تا به فضای اینترنت رفته و سدهای تورینگ برای وینترمیوت را از بین ببرد و در همین زمان، مأموریت ریویرا آن است که رمز قفل تورینگ را از یکی از اعضای خانواده تسیر-اشپول به نام بانو ۳-جِین ماری-فرانس تِسیر-اشپول که دختر کلون شدهٔ شماره ۳ مدیر عامل کنونی شرکت است به دست آورد. وینترمیوت باور دارد که ریویرا وسوسه‌ای غیرقابل رد کردن برای دختر خواهد بود و دختر رمز را به او خواهد داد. رمز باید به کامپیوتری یاقوت نشان در ویلای استریلایت گفته شود و این گفتن رمز باید هم‌زمان با نفوذ کِیس به سدهای فضای اینترنت باشد در غیر این صورت، قفلهای تورینگ، دست نخورده باقی می‌مانند.
تیم آرمیتاژ توجه پلیس تورینگ را جلب می‌کند. در همین زمان که مالی و ریویرا به ویلا استریلایت دسترسی پیدا می‌کنند، سه افسر کِیس را دستگیر می‌کنند، وینترمیوت با دستکاری سیستم حفاظتی کازینو، افسرها را می‌کشد و به کِیس اجازهٔ فرار می‌دهد. هویت آرمیتاژ شروع به ریزش می‌کند و او به کورتو بازمی گردد و عملیات خود را به یاد می‌آورد. این افشا می‌شود که در گذشته، وینترمیوت با کورتو با کامپیتوری تماس برقرار کرده بوده‌است و او را متقاعد کرده‌است که آرمیتاژ است. وینترمیوت از او استفاده کرد تا کِیس و مالی را قانع کند که به او کمک کنند تا هوش مصنوعی دوقلویش یعنی «نیورومنسر» جوش بخورد. سرانجام، آرمیتاژ به هویت کورتو دیوانه پسرفت می‌کند و وینترمیوت مجبور می‌شود که او با پرتاب کردن به فضا بکشد.
در درون ویلا استریلایت، ریویرا با بانو ۳-جین دیدار می‌کند و کوشش می‌کند تا مأموریت را متوقف کند و به ۳-جین و هیدیو که نینجا او است کمک می‌کند تا مالی را دستگیر کنند. کِیس که نگران جان مالی است با کمک وینترمیوت، او را پیدا می‌کند. نیورومنسر تلاش می‌کند که کیس را درون یک واقعیت مجازی به دام بیندازد، او در این واقعیت، به دوست دختر پیشین خود لیندا لی که توسط یاکوزا کشته شده بود می‌پیوندد، کِیس این پیشنهاد وسوسه‌برانگیز نیورومنسر را رد می‌کند و می‌گریزد. سپس با راهنمایی وینترمیوت، کِیس به دیدار بانو ۳-جین، ریویرا و هیدیو می‌رود. ریویرا سعی می‌کند تا کِیس را بکشد اما ۳-جین احساس همنوایی نسبت به مالی و کِیس دارد از این رو هیدیو از آن‌ها محافظت می‌کند. ریویرا هیدیو را کور می‌کند اما هنگامیکه مشخص می‌شود که نینجا به راحتی در تاریکی حمله می‌کند، او می‌گریزد. ۳-جین که پسورد را دارد به همراه تیم به کامپیوتر جواهرنشان می‌رود. کِیس وارد فضای سایبر می‌شود و ویروسی را راهنمایی می‌کند تا به هدفش برسد، زیر تهدید، ۳-جین پسورد را می‌دهد و قفل باز می‌شود. وینترمیوت با نیرومنسر ادغام می‌شود و به موجودی فرا-هوش مصنوعی بدل می‌شود. زهر درون خون کِیس پاک می‌شود، به مالی پولی پرداخت می‌شود و ROM دیکسی به درخوست خود او، پاک می‌شود.
در خاتمه کتاب، مالی کِیس را رها می‌کند. کِیس دوست دختر تازه‌ای پیدا می‌کند، به کار هکری خود باز می‌گردد، و درآمد خود را صرف جایگزینی احشای درونی خود می‌کند تا دوباره بتواند مواد مصرف کند و الکل بخورد. وینترمیوت/نیورومنسر با او تماس برقرار می‌کند و به کِیس می‌گوید که اکنون او «هر آنچه هست که هست، او تمام داستان است» و شروع به برقراری تماس با سایر هوش‌های مصنوعی همانند خود کرده‌است. او تماسهای قدیمی دهه ۱۹۷۰ را آنالیز کرده و تماس رادیویی هوش مصنوعی را یافته‌است که از سیستم ستاره‌ای Alpha Centuri به زمین رسیده‌است. در ماتریکس، کِیس خنده‌ای غیرانسانی را می‌شنود که ویژگی بود که به دیکسی نسبت می‌دادند که احتمالاً نشانگر آن است که دیکسی اصلاً حذف نشده بوده‌است و معامله‌ای با وینترمیوت کرده بوده تا از ROM خلاصی یابد و آزادانه در ماتریکس بگردد.
در آخر کِیس به ماتریکس وصل می‌شود و نگاهی اجمالی به خود و دوست دختر مرده اش لیندا لی و نیورومنسر، می‌اندازد. آنچه از این مشاهده برداشت می‌شود آن است که نیورومنسر یک کپی از هویت کِیس هنگامیکه که او سعی داشت کِیس را به دام بیندازد ساخته بوده‌است. این کپی تا ابد همراه لیندا لی در ماتریکس به حیات ادامه می‌دهند.

### ریشه نام نیورومنسر
کیس وقتیکه در واقعیت مجازی در دام نیورومنسر می‌افتد از او می‌پرسد:
"Name yourself"
«نام خود را بگو»
نیورمنسر در پاسخ می‌گوید
" Neuromancer, Neuro for the nerve, the silver paths, Romancer, Necromancer, I call up the dead, or maybe I am the dead, or the lane to the land of the dead"
«نیورومنسر، نیورو از نورون و عصب، رومنسر، از نکرومنسر (جادوگر زنده‌کننده جسد)، من مردگان را فرا می‌خوانم، یا شاید من مردگان هستم یا راهی به سرزمین مردگان»